# Oliva Gessi
Oliva Gessi là một đô thị ở tỉnh Pavia trong vùng Lombardia của Ý, có cự ly khoảng 50 km về phía nam của Milan và khoảng 20 km về phía nam của Pavia. Tại thời điểm ngày 31 tháng 12 năm 2004, đô thị này có dân số 196 người và diện tích là 3,9 km².
Oliva Gessi giáp các đô thị sau: Calvignano, Casteggio, Corvino San Quirico, Montalto Pavese, Mornico Losana, Torricella Verzate.